# 南大谷
南大谷（みなみおおや）は、東京都町田市の町名。現行行政地名は南大谷および南大谷一丁目から七丁目。住居表示は、南大谷（大字）が未実施区域、南大谷一丁目から七丁目が実施済区域。郵便番号は194-0031。

## 地理
町田市中部に位置する。東は東玉川学園、西成瀬、西は中町、本町田、南は原町田、高ヶ坂、北は玉川学園と接している。町域の中心部を小田急小田原線が通っているものの駅はないため、最寄り駅は近隣の町田駅もしくは玉川学園前駅となる。

### 河川
- 恩田川

### 地価
住宅地の地価は、2014年（平成26年）1月1日の公示地価によれば、南大谷字十五号1327番119の地点で15万円/m2となっている。

## 歴史
江戸時代には大谷村と呼ばれていた。1878年に南多摩郡が成立した際、現在の八王子市域にも大谷村が存在したので、両者を区別するため北大谷村（現・八王子市域）と南大谷村（現・町田市域）に改称した。
これまで全域が地番区域だったが、2024年7月15日に隣接する東玉川学園三・四丁目とともに南大谷の一部で住居表示が実施され、対象地域の新町名は南大谷一〜七丁目となった。一方で公社本町田住宅の南大谷に掛かっている区域については、将来的に本町田への編入を予定していることから、本町田での住所整理時までは南大谷の地番地域として存置する。

### 地名の由来
水田のある谷戸の幅が現在の南大谷の辺りで最も広く深くなっていたので、大谷になったと言われる。

### 沿革
- 1868年（明治元年） - 大谷村が武蔵知県事に属す。その後同年末までに東京府となるものの、多摩地域が横浜に居住する外国人の遊歩区域であるとの神奈川県知事陸奥宗光の上申により神奈川県に移管される。
- 1873年（明治6年）5月1日 - 区番組制により第八区二番組となる。
- 1874年（明治7年）6月15日 - 大区小区制により、第八大区三小区となる。
- 1878年（明治11年）7月22日 - 郡区町村制施行。神奈川県南多摩郡大谷村となる。
- 1879年（明治12年）4月までに神奈川県南多摩郡南大谷村となる。
- 1884年（明治17年）7月5日 - 連合戸長役場制により、南大谷村、原町田村、本町田村、森野村、金井村が5ヶ村連合となる。連合戸長役場は原町田村に置かれる。
- 1889年（明治22年）4月1日 - 町村制施行。南大谷村と原町田村・本町田村・森野村が合併し、南多摩郡町田村大字南大谷となる。
- 1893年（明治26年）4月1日 - 神奈川県のうち、西多摩郡、南多摩郡、北多摩郡を東京府に移管。東京府南多摩郡町田村大字南大谷となる。
- 1913年（大正2年）4月1日 - 町田村が町制施行し町田町となる。
- 1943年（昭和18年）7月1日 - 東京都制により、東京都南多摩郡町田町大字南大谷となる。
- 1954年（昭和29年）4月1日 - 町田町と南村が対等合併する。
- 1958年（昭和33年）2月1日 - 町田町、忠生村、鶴川村、堺村の1町3村が対等合併し、市制施行。町田市南大谷となる。
- 1964年（昭和39年）6月1日 - 南大谷、原町田、森野、金森、高ヶ坂のそれぞれ一部で住居表示を実施、原町田一〜六丁目を新設。
- 1965年（昭和40年）7月1日 - 南大谷、原町田、本町田のそれぞれ一部で住居表示を実施、中町一〜四丁目を新設。
- 1967年（昭和42年）7月1日 - 南大谷、本町田、成瀬、金井町のそれぞれ一部で住居表示を実施、玉川学園一〜八丁目を新設。
- 2024年（令和6年）7月15日 - 南大谷、本町田、玉川学園、東玉川学園のそれぞれ一部で住居表示を実施、南大谷一〜七丁目を新設[4]。

## 世帯数と人口
2024年（令和6年）8月1日現在の世帯数と人口は以下の通りである。
| 大字           | 世帯数    | 人口     |
| -------------- | --------- | -------- |
| 南大谷（大字） | 118世帯   | 144人    |
| 南大谷一丁目   | 947世帯   | 1,974人  |
| 南大谷二丁目   | 767世帯   | 1,521人  |
| 南大谷三丁目   | 958世帯   | 2,124人  |
| 南大谷四丁目   | 648世帯   | 1,424人  |
| 南大谷五丁目   | 992世帯   | 2,394人  |
| 南大谷六丁目   | 463世帯   | 1,112人  |
| 南大谷七丁目   | 303世帯   | 760人    |
| 計             | 5,196世帯 | 11,453人 |

## 小・中学校の学区
市立小・中学校に通う場合、学区は以下の通りとなる。
| 番地 | 小学校                 | 中学校                 | 選択可能校             |
| --- | ---------------------- | ---------------------- | ---------------------- |
| 三丁目1番 | 町田市立町田第一小学校 | 町田市立町田第二中学校 | 町田市立町田第一中学校 |
| 一丁目1～5番 | 町田市立町田第二小学校 | 町田市立町田第二中学校 |                        |
| 三丁目42～45番、四丁目18番21号・18番34号・19番2号                                                                                     | 町田市立町田第三小学校 | 町田市立町田第一中学校 |                        |
| 1番地（地番区域）、一丁目6～43番・44番16～22号 二丁目1～28番、三丁目2～18番・24～41番 七丁目1～28番・29番1・2・15・22・47号           | 町田市立町田第六小学校 | 町田市立町田第二中学校 |                        |
| 一丁目44番1～15号、二丁目29番、三丁目19～23番 四丁目1～17番・18番2・6号・19番5～19号・20～46番 五丁目、六丁目全域、七丁目29番53～57号 | 町田市立南大谷小学校   | 町田市立南大谷中学校   |                        |

## 交通

### 鉄道
小田急小田原線・JR横浜線の町田駅、もしくは小田急小田原線の玉川学園前駅が最寄駅である。

### 路線バス

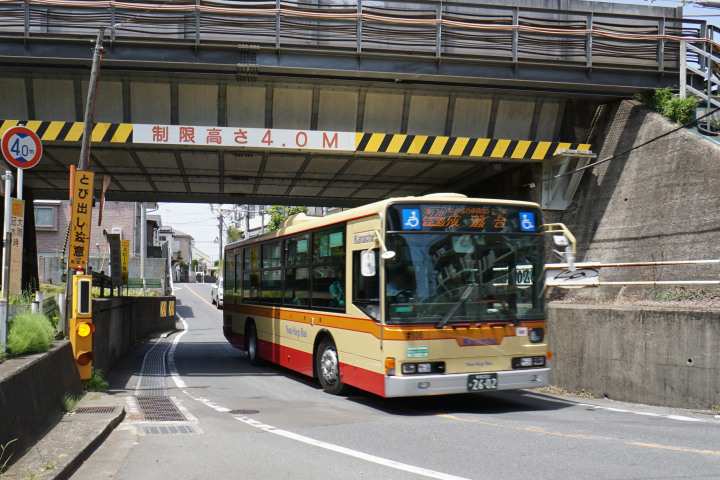
小田急小田原線ガード下を潜る神奈中バス（町76系統）

神奈川中央交通（神奈中）により、以下の路線が運行されている。
- 町51：町田駅 → 南大谷都営前 → 町田駅（本町田団地循環）
- 町03：町田バスセンター - 南大谷都営前 - 玉川学園前駅（平日2往復のみ）
- 町76：町田バスセンター - 南大谷都営前 - 三ツ又 - 成瀬台

## 施設

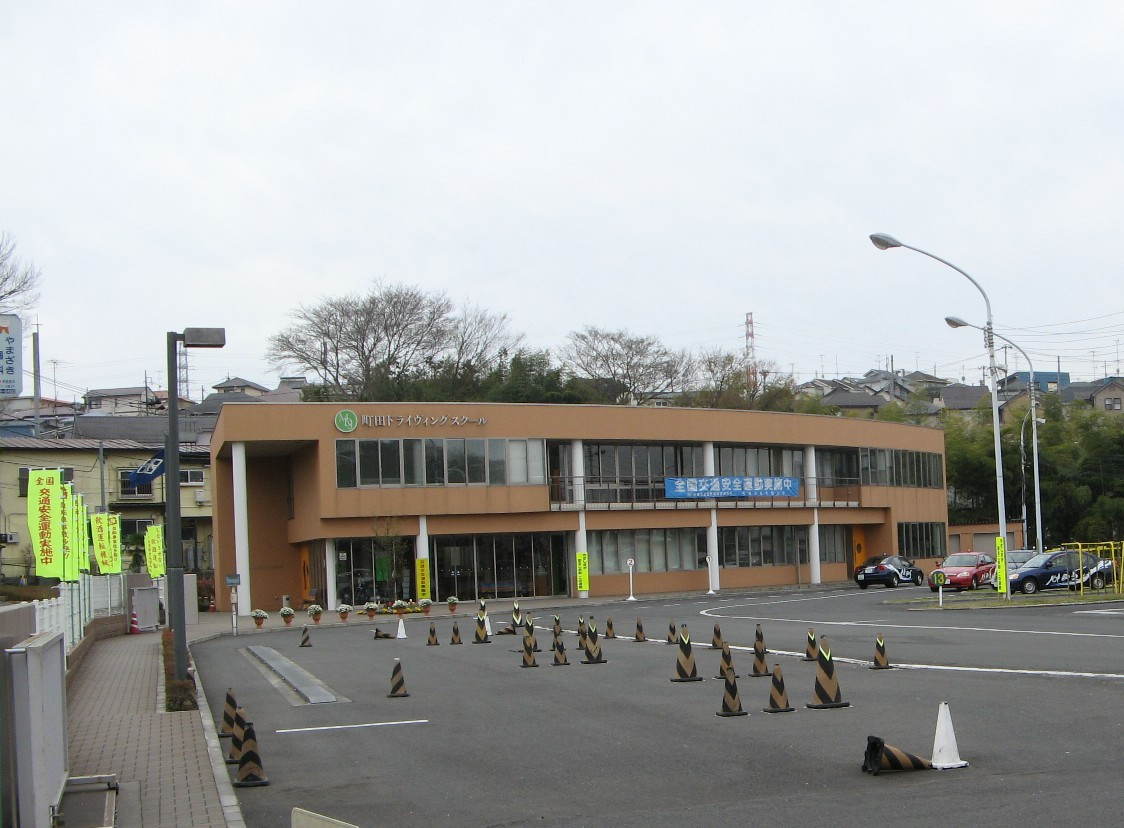
町田ドライヴィングスクール

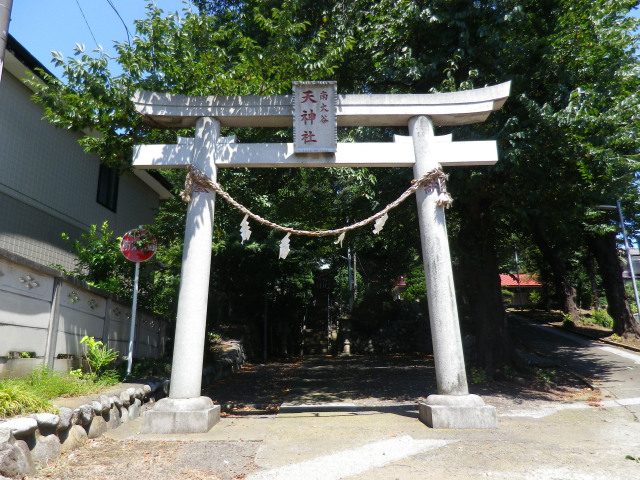
南大谷天神社

教育
- 小学校
  - 町田市立町田第六小学校
  - 町田市立南大谷小学校
- 中学校
  - 町田市立町田第二中学校
  - 町田市立南大谷中学校
- 教習所
  - 町田ドライヴィングスクール

文化
- 南大谷子どもクラブMOこもこ

警察
- 町田警察署南大谷駐在所

郵便局
- 町田南大谷郵便局

商業
- スーパー三和 町田大谷店
- スーパー三徳 本町田店
- 業務スーパー 町田南大谷店
- クリエイトSD 町田南大谷店
- サンドラッグ 町田南大谷店

企業
- 三井住友海上玉川研修所

公園
- 町田市立芹ヶ谷公園（敷地の一部）
- 町田市立かしの木山自然公園（敷地の一部）
- 町田市立南大谷公園

寺院・神社
- 南大谷天神社